# Jonathan Tabu
Beye Tabu Eboma, genannt Jonathan Tabu, (* 7. Oktober 1985 in Kinshasa, Zaire) ist ein ehemaliger belgischer Basketballspieler. Mit Spirou Charleroi gewann Tabu dreimal die belgische Meisterschaft sowie einmal den nationalen Pokalwettbewerb. Er bestritt 149 Länderspiele für Belgien. Während der Saison 2014/15 spielte Tabu zeitweise für Alba Berlin in der deutschen Basketball-Bundesliga.

## Karriere
Ähnlich wie seine späteren Nationalmannschaftskollegen Didier Ilunga-Mbenga und Guy Moya kam Tabu mit seiner Familie aus dem ehemaligen Zaire ins frühere koloniale Mutterland Belgien, wo er in den Jugendmannschaften von Spirou BC Charleroi das Basketballspiel erlernte. Ab 2003 wurde er im Herrenbereich in der Reservemannschaft Spirou Gilly des Vereins unterhalb der Ethias League eingesetzt. Ab 2005 rückte er endgültig in den Kader der Profimannschaft in der höchsten belgischen Spielklasse auf, die zuletzt 2003 und 2004 den Meistertitel gewonnen hatte. Nachdem dreimal hintereinander die flämischen Mannschaften Euphony Bree und Telindus Oostende den Titel gewonnen hatten, holte Spirou 2008 den Titel in die Wallonie zurück. In der Saison 2008/09 verpasste man im europäischen Wettbewerb Eurocup, an deren vorherigen Austragungen Tabu mit Spirou eher weniger erfolgreich teilgenommen hatte, nur knapp das Turnier der besten acht Mannschaften, nachdem man in den Gruppenspielen der Vor- und Zwischenrunde zuvor die deutschen Vertreter Brose Baskets und Artland Dragons hinter sich gelassen hatte. Nach dem Titelgewinn im belgischen Pokalwettbewerb 2009 verteidigte man auch die Meisterschaft erfolgreich. Nachdem Spirou 2009/10 im Eurocup sieglos geblieben war und auch den Pokaltitel nicht verteidigen konnte, reichte es noch einmal zur Verteidigung der Meisterschaft.
Im Sommer 2010 qualifizierte sich die belgische Nationalmannschaft mit Tabu für die EM-Endrunde 2011 - die erste Teilnahme für die „Löwen“ genannte Mannschaft seit 18 Jahren. Während sein gleichaltriger Mannschaftskamerad in der Nationalmannschaft Sam Van Rossom, mit dem Tabu bereits in der Junioren-Nationalmannschaft zusammengespielt hatte, anschließend aus Italien nach Spanien wechselte, zog es Tabu in die höchste italienische Spielklasse Lega Basket Serie A, wo er beim Traditionsverein aus Cantù unter Trainer Andrea Trinchieri einen Vertrag unterschrieb. Mit dieser Mannschaft verlor er das Endspiel im Pokalwettbewerb „Coppa Italia“ gegen den Titelverteidiger Montepaschi Siena. In der Finalserie um die italienische Meisterschaft erreichte man in fünf Spielen gegen den erneuten Double-Gewinner aus der Toskana nur einen Sieg. 
Beim EM-Endrundenturnier 2011 verlor die belgische Auswahl bei ihrer Rückkehr unter die besten europäischen Nationalmannschaften alle fünf Vorrundenspiele und schied frühzeitig aus. Nachdem Tabu bei Cantù nicht übermäßig Spielanteile bekommen hatte, wurde er für die Saison 2011/12 innerhalb der Lombardei an den Ligakonkurrenten Guerino Vanoli Basket ausgeliehen. In dieser Mannschaft verdoppelte sich Tabus Einsatzzeit auf durchschnittlich knapp 30 Minuten pro Spiel und am Saisonende erreichte die Mannschaft auf dem zehnten Tabellenplatz die beste Platzierung seit dem Aufstieg drei Jahre zuvor. 
Zur Saison 2012/13 kehrte Tabu nach Cantù zurück, das sich in der Qualifikationsrunde für den höchstrangigen europäischen Vereinswettbewerb EuroLeague vor eigenem Publikum die Teilnahme am Wettbewerb sicherte. Zudem gewann man zu Saisonbeginn die Supercoppa gegen Serienmeister Siena. Doch in der Vorrunde in der Euroleague gelangen nur drei Siege in zehn Spielen, so dass man aus diesem Wettbewerb frühzeitig ausschied. Und auch in der italienischen Meisterschaft, in der Tabus Einsatzzeiten in Cantù wieder auf gut 20 Minuten pro Spiel zurückgingen, erreichte man nur als Tabellensiebter die Play-offs um den Titel. In der ersten Runde bezwang die Mannschaft in einer Serie von sieben Spielen den Hauptrundenzweiten Banco di Sardegna Sassari, doch in derselben Anzahl der Spiele verlor man die letzten beiden Spiele gegen Acea Rom und damit die Halbfinalserie um den Titel. 
Beim EM-Endrundenturnier 2013 verlor Belgien ohne seinen neuen Nationalspieler Matt Lojeski, der wegen Verletzung passen musste, das Auftaktspiel knapp mit einem Punkt Unterschied gegen die Ukraine. Doch mit einem Verlängerungssieg gegen Deutschland und einem weiteren Erfolg gegen Großbritannien sicherte sich Belgien die Teilnahme an der Zwischenrunde, in der nur noch ein weiterer Erfolg gelang, als man im letzten Gruppenspiel Lettland die Teilnahme am Viertelfinale verfehlte. 
Nachdem Sam Van Rossom zur Saison 2013/14 aus Saragossa zum Valencia Basket Club gewechselt war, wurde Tabu quasi sein Nachfolger beim Verein CAI Saragossa 2002 in der spanischen Liga ACB. Im Eurocup erreichte man während der Saison 2013/14 hinter dem deutschen Vertreter Alba Berlin und noch vor den Telekom Baskets Bonn die Zwischenrunde der besten 32 Mannschaften, in der die Mannschaft jedoch nur noch zwei von sechs Gruppenspielen gewann und nach zwei Heimniederlagen ausschied. In der Liga ACB erreichte Saragossa auf dem achten Tabellenplatz die erneute Teilnahme an den Play-offs, in der man in der ersten Runde gegen den Hauptrundenersten und Titelverteidiger Real Madrid sieglos blieb.
Nachdem bereits sein drei Jahre älterer Bruder Veron Tabu 2006/07 in der 2. Basketball-Bundesliga für den damaligen Zweitligisten ASC Theresianum Mainz Basketball in Deutschland gespielt hatte, unterschrieb 2014 auch Jonathan Tabu einen Vertrag in Deutschland. Nachdem er aber aufgrund einer längeren Verletzung durch Riss eines Brustmuskels erst im Februar 2015 in Aufgebot zurückgekehrt war und der Verein seine verletzungsbedingte Vertretung Alex Renfroe verlängert hatte, kam Tabu nicht auf die vorgesehenen Spielanteile beim Klub aus der deutschen Hauptstadt. Die Berliner spielten in dieser Saison eine vergleichsweise erfolgreiche Zwischenrunde der 16 besten Mannschaften in der Euroleague. Tabu kam neben Einsätzen in der Euroleague nur auf vier Einsätze in der für Ausländer beschränkten höchsten deutschen Spielklasse. Nachdem er ein neues Angebot vom italienischen Meister Olimpia Mailand bekommen hatte, einigte er sich mit dem deutschen Verein auf eine Vertragsauflösung und wechselte nach Italien.
Im Kampf um die Meisterschaft lief es in der Saison 2014/15 für den italienischen Titelverteidiger und Rekordmeister aus Mailand aber nicht wie gewünscht und man schied in sieben hart umkämpften Spielen der Halbfinalserie gegen den späteren Titelträger Banco di Sardegna Sassari aus. Bei der EM-Endrunde 2015 erreichte Belgien nach drei Vorrundensiegen in fünf Spielen das erstmals ausgespielte Achtelfinale, das gegen Griechenland recht deutlich mit 54:75 verloren ging. Zur folgenden Saison wechselte Tabu in die spanische Liga ACB zurück, doch statt einer Rückkehr zu CAI Saragossa spielte er in der Saison 2015/16 für Montakit Fuenlabrada. Anschließend verstärkte er zwei Jahre den ACB-Konkurrenten Bilbao Basket. Mit Bilbao trat Tabu des Weiteren im Eurocup an. 2017 war er erneut Mitglied des belgischen Aufgebots für eine EM-Endrunde. Tabu war zu diesem Zeitpunkt Kapitän der Auswahl.
In der Saison 2018/19 spielte er in Frankreich für Le Mans Sarthe Basket. Auch 2019/20 stand der Belgier bei einem Verein der Ligue Nationale de Basket unter Vertrag (ESSM Le Portel). Dort wurde er Mannschaftskapitän. Tabu hatte in Le Portel zunächst mehrere Wochen mit einer Verletzung am Unterschenkel zu kämpfen.
Im Spieljahr 2020/21 bestritt er 22 Ligaspiele für Bàsquet Manresa in Spanien. Auch in seiner Zeit in Manresa setzten ihm gesundheitliche Beschwerden zu. Nach seinem Weggang war er zunächst vereinslos, im Dezember 2021 wurde Tabu vom französischen Erstligisten Champagne Basket verpflichtet, um einen verletzten Spieler zu ersetzen. Tabu kam auf drei Einsätze für die Mannschaft. Anfang Februar 2022 nahm er eine Angebot von Limburg United an, spielte somit nach jahrelanger Unterbrechung wieder in Belgien. Er trug 2022 zu Limburgs Pokalsieg bei. Im September 2022 nahm er an seiner fünften und letzten EM-Endrunde teil. Anschließend spielte er auf Vereinsebene in Brüssel sowie am Ende seiner Laufbahn erneut für Guerino Vanoli Basket. Mit der Mannschaft gewann Tabu die italienische Supercoppa. Im Juni 2023 zog er sich als Spieler aus dem Leistungssport zurück und wurde für ein Unternehmen tätig, das Basketballspieler berät und vermittelt.